# ولادیمیر بایراموف
ولادیمیر بایراموف یا ولادیمیر کاراجایویچ بایراموف یک سرمربی فوتبال اهل ترکمنستان و یک مهاجم سابق است که در حال حاضر هدایت تیم آرقه‌داغ را در لیگ عالی ترکمنستان بر عهده دارد.